# Ulica Graniczna w Poznaniu
Ulica Graniczna, to ulica położona na Łazarzu, na obszarze jednostki pomocniczej Osiedle Św. Łazarz, biegnąca od ul. Kolejowej na południowy zachód ku ul. Łukaszewicza i Małeckiego, gdzie utworzony został niewielki kwadratowy placyk. Jedyna przecznica, to – po stronie północnej – ul. Strusia (planowane jej przedłużenie po drugiej stronie nie zostało zrealizowane).
Do 1918 r. jej nazwa (niem.) Grenzstrasse (ul. Graniczna), początkowo obejmowała również obecną ul. Łukaszewicza. W XIX w., aż do 1900 r. wyznaczała granicę pomiędzy gminami Wilda i Łazarz, potem cofniętą ku wschodowi, na linię torów kolejowych.
Częściowo, głównie na odcinku zachodnim, została zabudowana trzypiętrowymi kamienicami czynszowymi z początku XX w., zachowały się jednak również niewielkie relikty starszej zabudowy. Znajdował się tu m.in. Browar Krotoszyński.

## Galeria

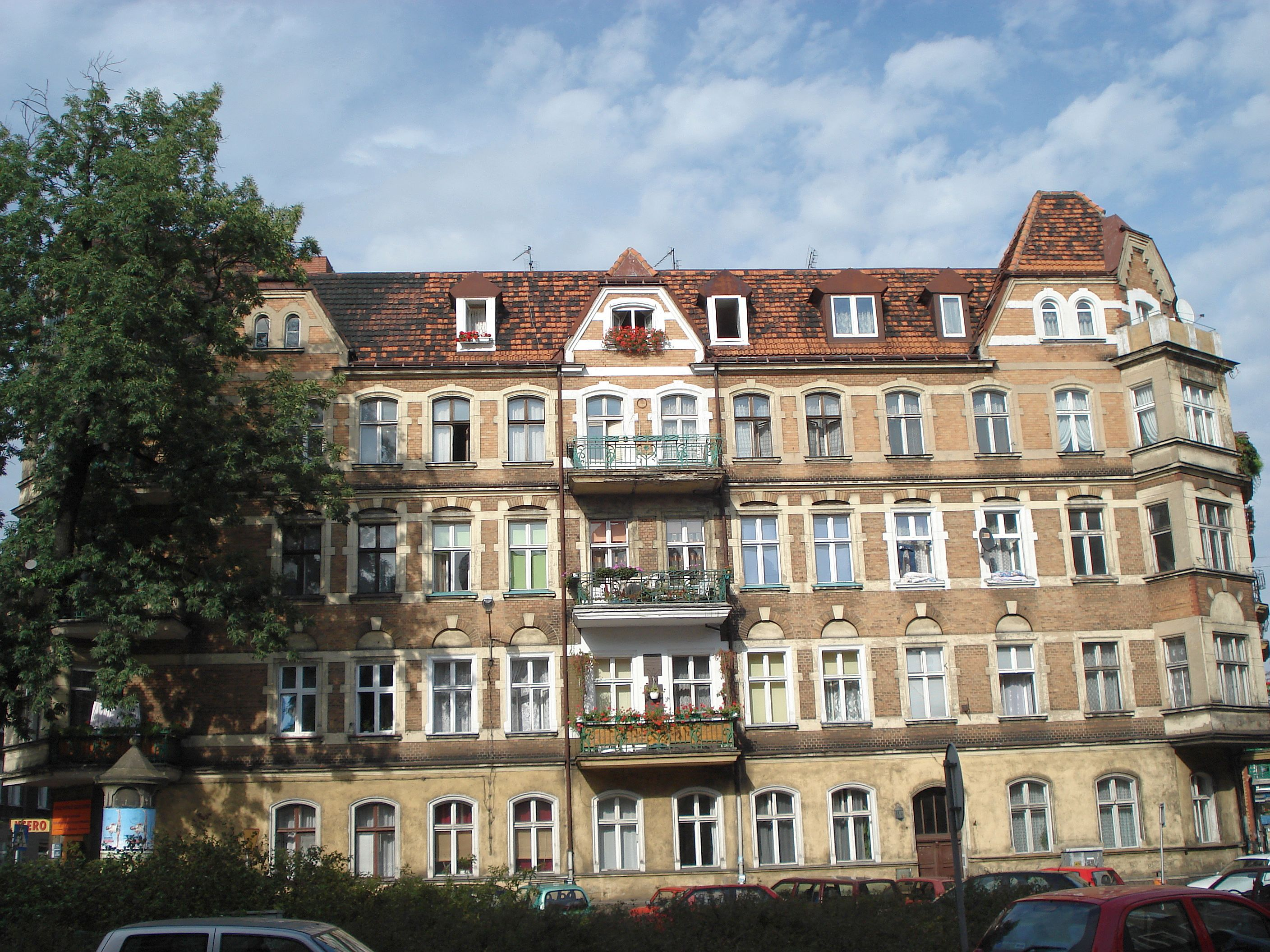
Kamienica ul. Graniczna 1
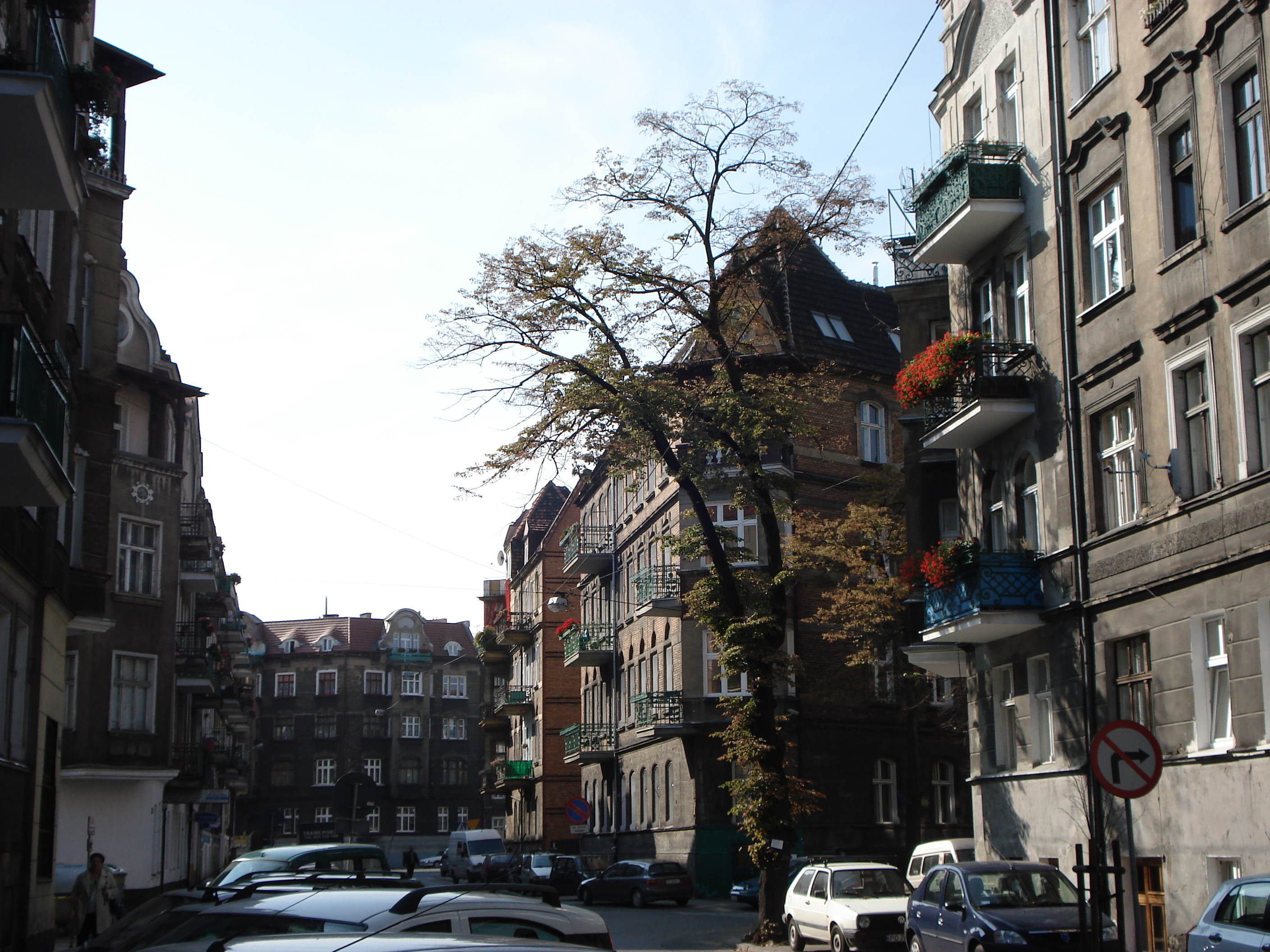
Skrzyżowanie z ul. Strusia
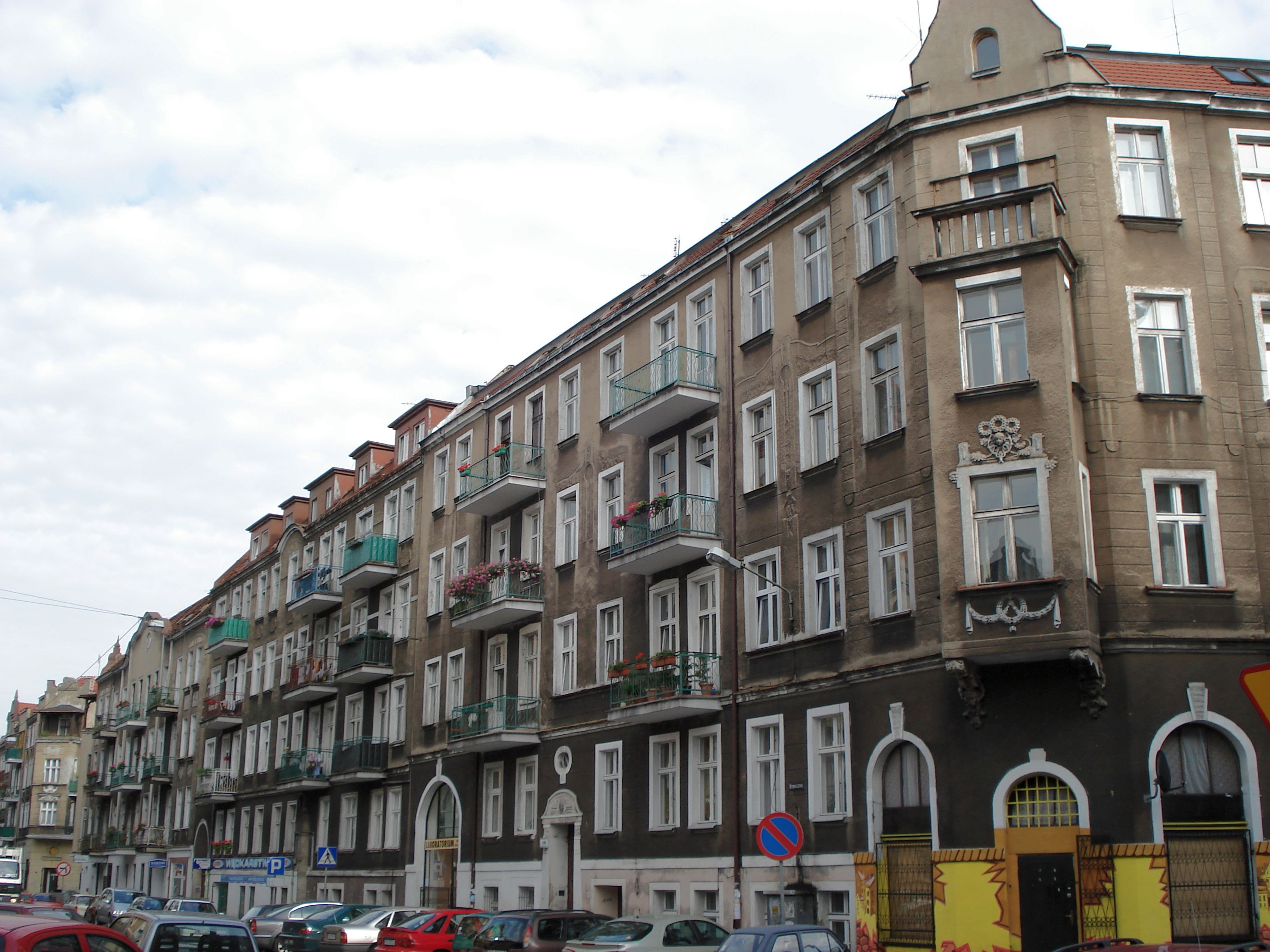
Ul. Graniczna (narożnik ul. Łukaszewicza)
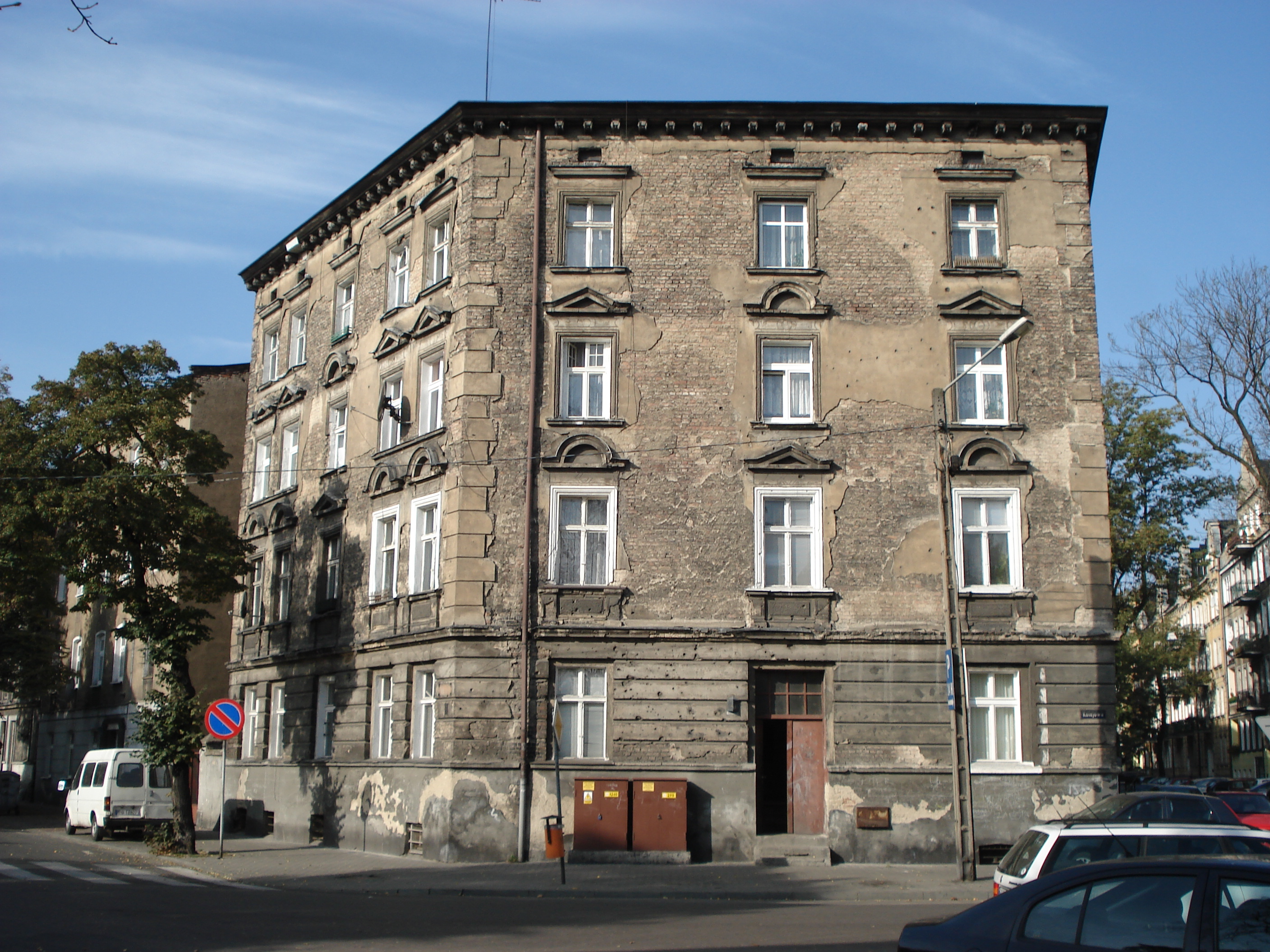
Dom u zbiegu z ul. Kolejową i Graniczną, oczekujący na renowację